# ドント・ルック・バック (ジョン・リー・フッカーのアルバム)
『ドント・ルック・バック』（Don't Look Back）は、アメリカ合衆国のブルース・ミュージシャン、ジョン・リー・フッカーが1997年に発表したスタジオ・アルバム。ヴァージン・レコード傘下のブルース・レーベル、ポイントブランクからリリースされた。

## 背景
ヴァン・モリソンがプロデューサーを務め、11曲中4曲ではゲスト・ボーカリストとしても参加した。モリソンはフッカーのアルバム『Never Get Out Of These Blues Alive』（1972年発表）にゲスト参加して初共演を果たしており、1993年には自身のアルバム『トゥー・ロング・イン・イグザイル』でフッカーをゲストに招いた。また、モリソンが提供した「ザ・ヒーリング・ゲーム」は、モリソンのアルバム『ヒーリング・ゲーム』（1997年）収録曲の別ヴァージョンである。
「ディンプルス」は、元々はフッカーが1956年にシングルとしてリリースした曲で、本作におけるリメイクではロス・ロボスがバックを務めたが、メンバーのうちルイ・ペレスに関しては、クレジットでは「そこにいた (Was There)」と記載され、担当楽器は明記されていない。

## 反響
母国アメリカでは総合アルバム・チャートのBillboard 200で163位に達し、『ビルボード』のブルース・アルバム・チャートでは3位を記録した。イギリスでは前3作ほどのヒットとならず、全英アルバムチャートでは2週トップ100入りして、最高63位を記録するにとどまった。一方、オーストラリアのアルバム・チャートでは6週連続でトップ40入りし、最高17位を記録した。

## 評価
第40回グラミー賞では本作が最優秀トラディショナル・ブルース・アルバム賞を受賞し、タイトル曲は最優秀ポップ・コラボレーション賞を受賞した。Chris Slaweckiはオールミュージックにおいて5点満点中3点を付け「この大御所ブルースマンが、1990年代に再興を果たしてから発表した一連の傑作アルバムの路線を継承している」と評している。

## 収録曲
特記なき楽曲はジョン・リー・フッカー作。
1. ディンプルス - "Dimples" (John Lee Hooker, James Bracken) - 4:00
2. ザ・ヒーリング・ゲーム - "The Healing Game" (Van Morrison) - 5:09
3. エイント・ノー・ビッグ・シング - "Ain't No Big Thing" - 5:20
4. ドント・ルック・バック - "Don't Look Back" - 6:42
5. ブルース・ビフォア・サンライズ - "Blues Before Sunrise" (J. L. Hooker, Leroy Carr) - 5:27
6. スペルバウンド - "Spellbound" (J. L. Hooker, Michael Osborn) - 3:57
7. トラベリン・ブルース - "Travellin' Blues" - 5:36
8. アイ・ラヴ・ユー・ハニー - "I Love You Honey" (J. L. Hooker, Freddy Williams) - 3:31
9. フリスコ・ブルース - "Frisco Blues" - 3:49
10. レッド・ハウス - "Red House" (Jimi Hendrix) - 4:04
11. レイニー・デイ - "Rainy Day" - 5:50

## 参加ミュージシャン
- ジョン・リー・フッカー - ボーカル、ギター
- ヴァン・モリソン - ボーカル(on #2, #4, #7, #11)、ギター(#1を除く全曲)
- ロス・ロボス(on #1)
  - デイヴィッド・イダルゴ - ギター
  - セサル・ロサス - ギター
  - コンラッド・ロサーノ - ベース
  - ヴィクター・ビセッティ - ドラムス
  - スティーヴ・バーリン - バリトン・サクソフォーン
- ダニー・キャロン - ギター(on #2, #3, #4, #5, #6, #7, #8, #9, #10)
- ジム・ピュー - キーボード(on #2, #5, #6, #10)
- チャールズ・ブラウン - キーボード(on #3, #4, #7, #8, #9)
- ジョン・アレイア - キーボード(on #11)
- ルース・デイヴィス - アコースティック・ベース(on #2, #3, #4, #5, #6, #7, #8, #9, #10)
- リチャード・カズンズ - ベース(on #11)
- ケヴィン・ヘイズ - ドラムス(#1を除く全曲)
- ジョン・ローガン - ハーモニカ(on #1)
- ロジャー・ルイス - サクソフォーン(on #5)
- グレゴリー・デイヴィス - トランペット(on #5)